# Pflegamt Altdorf
Koordinaten: 49° N, 11° O

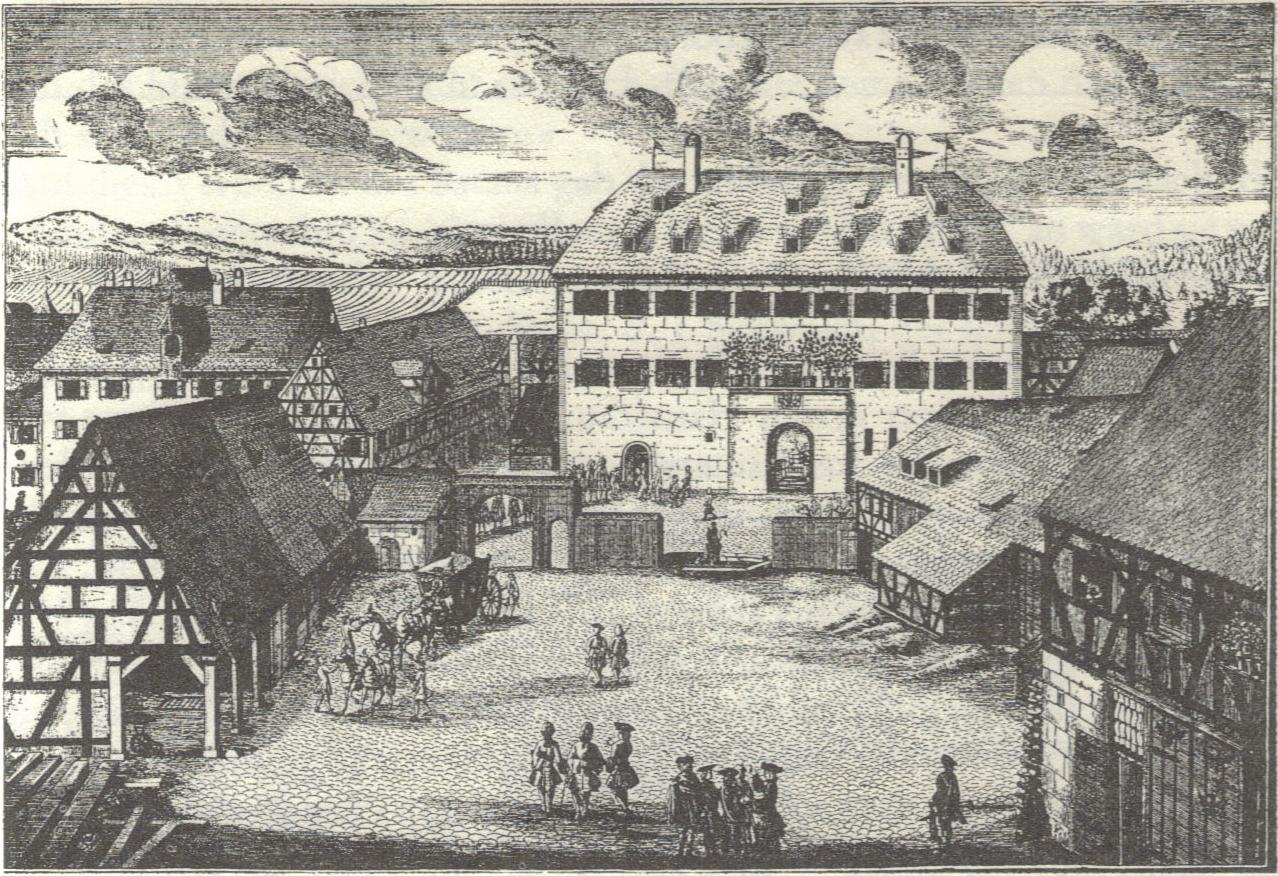
Das seinerzeitige Pflegamtsschloss Altdorf, heute Sitz einer Polizeiinspektion

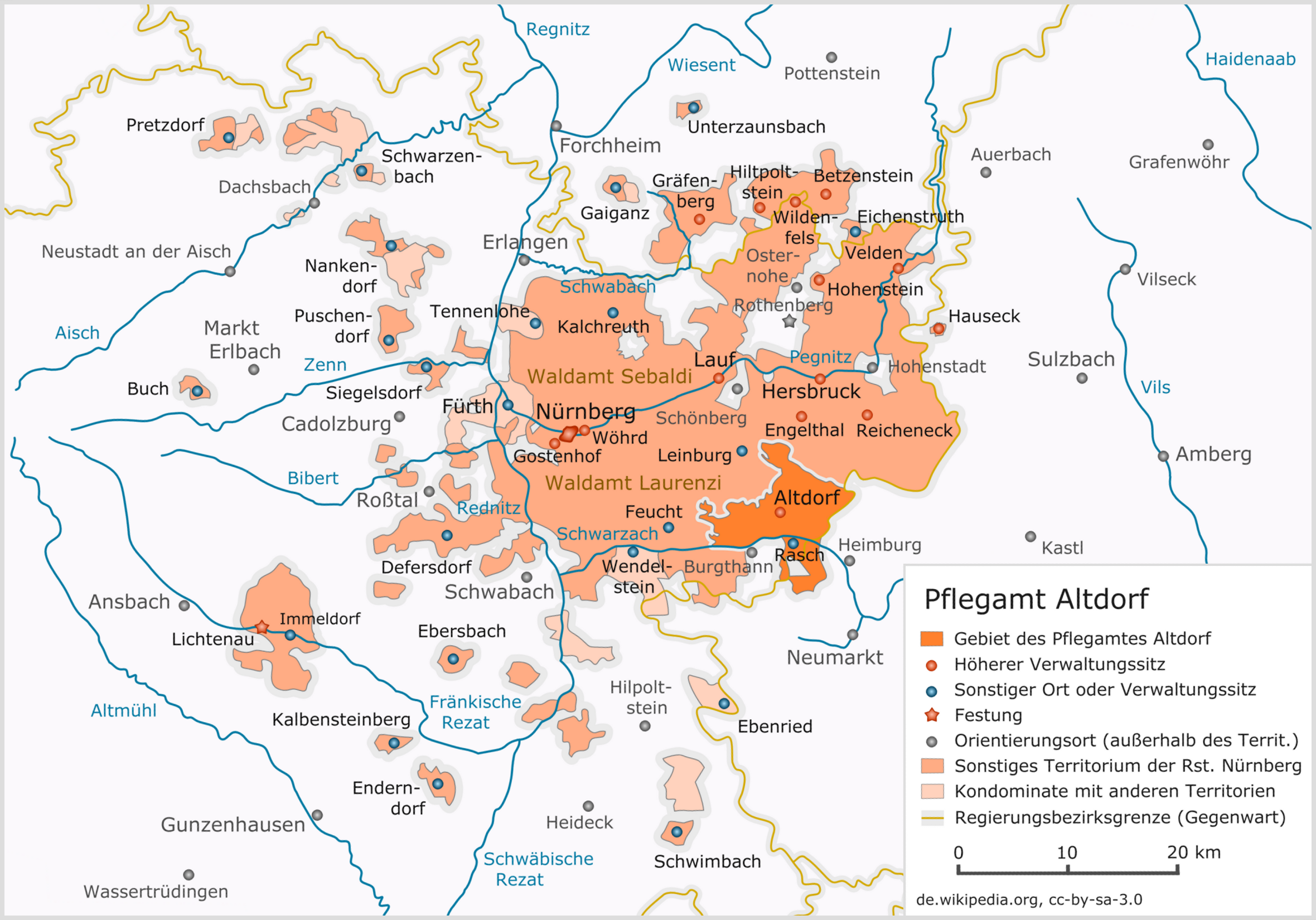
Das Landgebiet der Reichsstadt Nürnberg mit dem Pflegamt Altdorf im Südosten

Das Pflegamt Altdorf war eines der zeitweise mehr als ein Dutzend Pflegämter umfassenden Gebiete, mit denen die Reichsstadt Nürnberg die Verwaltung ihres Territorialbesitzes organisiert hatte.

## Geschichte
Das Pflegamt Altdorf wurde 1504 eingerichtet, nachdem  Nürnberger Truppen während des Landshuter Erbfolgekrieges die bis dahin kurpfälzische Stadt Altdorf und deren Hofmark eingenommen hatten. Dieser Krieg wurde zwar 1505 mit dem  Kölner Schiedsspruch offiziell beendet, die militärischen Auseinandersetzungen zwischen den Konfliktparteien setzten sich aber noch jahrelang fort, zumeist in kleinkriegsartigen Aktionen. Erst nach jahrelangen Verhandlungen kam schließlich im Dezember 1520 ein Vertrag zustande, in dem der Reichsstadt der weitaus größte Teil der von ihr zuvor gemachten Eroberungen zugestanden wurde, darunter auch das Amt Altdorf. Abgesehen von einer finanziellen Kompensation konnte die Kurpfalz dabei lediglich die Rückgabe des südöstlich von Altdorf gelegenen Schlosses und Amtes  Haimburg durchsetzen. Das Verwaltungsgebäude und die Struktur des vorherigen pfälzischen Amtes Altdorf wurden bei der Einrichtung des Nürnbergischen Pflegamtes übernommen. Im Jahre 1806 wurde es beim Übergang der Stadt Nürnberg zum Königreich Bayern aufgelöst und in das königlich bayerische Landgericht Altdorf umgewandelt. Dabei kamen auch Teile der ehemaligen Nürnberger Alten Landschaft, wie die heutigen Gemeinden Feucht und Schwarzenbruck zum Landgericht Altdorf.

## Ortschaften
Das Pflegamt Altdorf umfasste folgende Ortschaften:
- Adelheim
- Altdorf
- Altenthann
- Dörlbach
- Ernhofen
- Gspannberg
- Hagenhausen (westliche Hälfte)
- Hahnhof
- Hegnenberg
- Lochmannshof
- Ludersheim
- Moosbach
- Obermühle bei Leinburg, abgegangen
- Oberhaidelbach
- Oberrieden[3]
- Papiermühle, heute zu Hagenhausen
- Pattenhofen
- Prethalmühle
- Pühlheim
- Rasch
- Raschbach
- Richthausen, heute zu Winkelhaid
- Röthenbach
- Rösmühle bei Leinburg, abgegangen
- Schwarzenbach
- Steinbach, heute zu Burgthann
- Unterrieden
- Unterwellitzleithen
- Weißenbrunn
- Winkelhaid
- Winn